# Калининский (Ростовская область)
Кали́нинский — хутор в Шолоховском районе Ростовской области России.
Административный центр Калининского сельского поселения.

## География
Хутор расположен на реке Дон, в 12 км ниже по течению от станицы Вёшенской.
Расстояние до районного центра с учётом доступа транспортом — 19 км.

## Население
| 2010 |
| ---- |
| 1455 |

## Улицы
| - ул. Газовиков, - ул. Донская, - ул. Заречная, - ул. Молодёжная, | - ул. Набережная, - ул. Почтовая, - ул. Садовая, - ул. Степная, | - ул. Строительная, - ул. Центральная, - ул. Юбилейная, - ул. Южная. |